# Holtzheim
Holtzheim (Holze in alsaziano,Holzheim in tedesco) è un comune francese di 3 703 abitanti situato nel dipartimento del Basso Reno nella regione del Grand Est.
Il suo territorio è attraversato dal fiume Bruche.

## Società

### Evoluzione demografica
Abitanti censiti